# Bonhoeffer-Haus (Schwäbisch Hall)

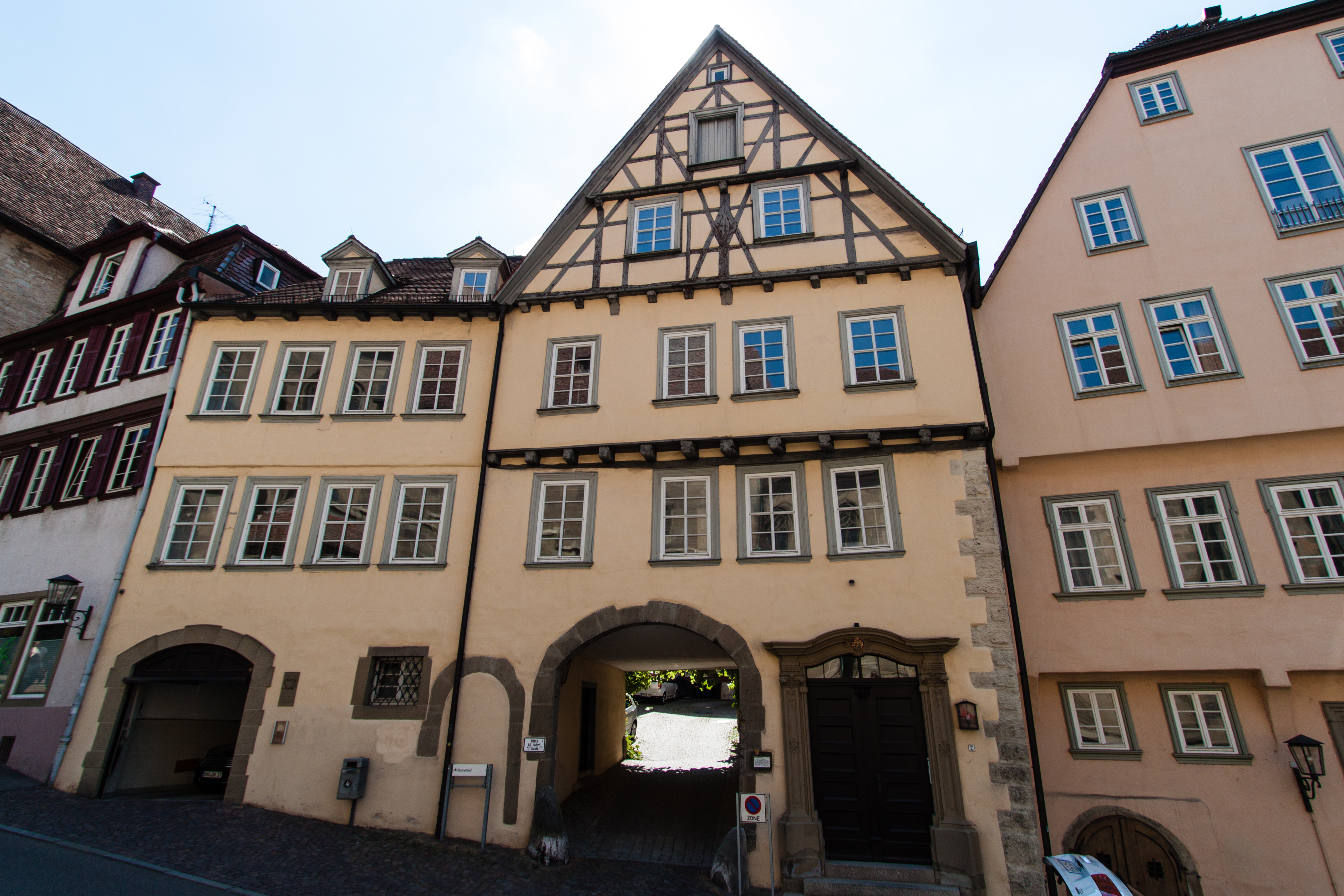
Bonhoeffer-Haus in Schwäbisch Hall

Das Bonhoeffer-Haus ist ein denkmalgeschütztes Wohnhaus in Schwäbisch Hall. Es befindet sich in der Klosterstraße 7.

## Geschichte
Das im Kern mittelalterliche Gebäude zeigt Reste einer staufischen Mauerwerkswand an der Hausecke zum benachbarten Anwesen Klosterstraße 9. Das Haus wird mit dem benachbarten, ehemaligen Beginenhof (Nonnenhof 4) sowie dem Berlerhof (Klosterstraße 7) in Verbindung gebracht, ohne dass es dafür stichhaltige urkundliche Belege gibt. Die Besitzer sind bislang seit dem späten 17. Jahrhundert bekannt. Um 1692 erwarb der Goldschmied und Ratsherr Johann Jakob Bonhöffer (1651–1715) das Anwesen. Ab 1716 gehörte das Haus seinem Sohn, dem Actuarius Christoph Andreas Bonhöffer (1681–1748). Nach dessen Tod erbte es der jüngere Halbbruder Johann Friedrich Bonhöffer (1710–1778), Ratsadvokat ab 1736, Ratsherr ab 1750 und Stättmeister (Bürgermeister) ab 1770. Der Wappenstein mit dem Bonhöffer-Wappen (Löwe mit Bohnenranke) im Tympanon des Barockportals stammt aus dieser Zeit. Seit dem 8. Oktober 1925 ist das Gebäude im Landesverzeichnis der Baudenkmale in Württemberg eingetragen.

## Architektur und Ausstattung
Das Bonhöfferhaus ist ein Giebelhaus mit Tordurchfahrt. Der Fachwerkgiebel ist mittelalterlich. Ein Saal im 2. Obergeschoss zeigt Deckengemälde mit antiken Themen und vergoldeten Ornamentstuckaturen im Stil des Barock, die sowohl dem italienischen Künstler Livio Retti als auch dem einheimischen Maler Georg Michael Roscher zugeschrieben wurden und in den 1740er Jahren entstanden sein dürften. Weiterhin gibt es eine Ofennische mit Stuckdekor im Stil des Klassizismus und einen Empire-Ofen.